# Cerkiew św. Jozafata we Lwowie
Cerkiew św. Jozafata – zabytkowa greckokatolicka cerkiew przy ulicy Zamarstynowskiej 134 we Lwowie, w dzielnicy Zamarstynów, w rejonie szewczenkowskim. Do 1944 rzymskokatolicki kościół św. Franciszka z Asyżu.

## Historia zespołu klasztornego
Do XVIII kapucyni posiadali we Lwowie klasztor oraz kościół Niepokalanego Poczęcia Najświętszej Maryi Panny, ale ich zgromadzenie zostało w Galicji rozwiązane podczas kasaty józefińskiej. Pod koniec XIX wieku na pomysł powrotu tego zgromadzenia wpadł biskup sufragan Józef Weber i przeorysza zgromadzenia Maria Morawska. Początkowo sugerowano umieszczenie zgromadzenia w klasztorze i kościele św. Wojciecha przy ulicy Zielonej. Arcybiskup Józef Bilczewski wskazał na miejsce osiedlenia Zamarstynowie, który był wówczas podlwowską wsią. Tamtejsza rada gminy podarowała zgromadzeniu półtorej morgi ziemi, na której miała stanąć tymczasowa kaplica. Do tego czasu Zamarstynów podlegał parafialnie kościołowi św. Marcina na Podzamczu. 3 czerwca 1904 gwardian Rudolf Ficowski poświęcił kamień węgielny pod budowę klasztoru, dziewięć dni później definitor Bronisław Stepek poświęcił kamień węgielny pod budowę kaplicy. Tymczasowa drewniana, jednonawowa kaplica zaprojektowana przez Zygmunta Krykiewicza otrzymała za patrona św. Franciszka z Asyżu, w jej wnętrzu znajdowały się trzy ołtarze. Rok później obok zbudowano skromny budynek klasztorny. W 1909 rozpoczęto przygotowania do budowy właściwego kościoła, ale bagnisty grunt wpływał na znaczny wzrost kosztów budowy. Kapucyni planowali zbyć działkę i zakupić nową w Hołosku Wielkim, ale plany te nie zostały zrealizowane. W 1918 zakon w obliczu trudności finansowych brał pod uwagę opuszczenie Lwowa, ale postanowiono wypełniać powierzoną im misje. W 1921 rozpoczęto prace projektowe nad budynkiem kościoła, ich autorem był Jan Sas-Zubrzycki. Trzy lata później powołano specjalny komitet budowy kościoła, na jego czele stanął przewodniczący gminy Zamarstynów Marcin Wojnarowicz. Poświęcenie kamienia węgielnego miało miejsce 19 lipca 1925, w tym czasie istniały już fundamenty. W 1927 rozpoczęto budowę klasztoru, który zaprojektował również Jan Sas-Zubrzycki, podczas prac został on nieznacznie zmodyfikowany przez prowadzącego budowę Franciszka Kwiecińskiego. Dwa lata później Kwieciński zmarł, jego funkcję przejął Stanisław Kondera. Konsekracji kościoła dokonał 5 listopada 1930 arcybiskup Bolesław Twardowski. W 1932 rozpoczęto trwającą rok budowę domu parafialnego zaprojektowanego przez Wawrzyńca Dayczaka.
Pierwszą drewnianą kaplicę wybudowali kapucyni z własnych środków, naczynia liturgiczne zakupiono ze środków uzyskanych z kolekty i darów mieszkańców Zamarstynowa. Do budowy nowej murowanej świątyni poza mieszkańcami środki przeznaczyli liczni darczyńcy, osoby fizyczne i przedsiębiorstwa. Największe kwoty pochodziły z magistratu miasta Lwowa, kurii metropolitalnej, Galicyjskiej Kasy Oszczędności, Związku Banków, Galicyjskiego Towarzystwa Kredytowego Ziemskiego, firmy „Oikos”, fabryki „Tlen”, fabryki wyrobów skórzanych „Nowość”, wytwórni drożdży w Lesienicach. Osobą prywatną, która przeznaczyła najwyższą kwotę, był Roman Frank, zastępca dyrektora sanatorium w Krynicy.

## Architektura

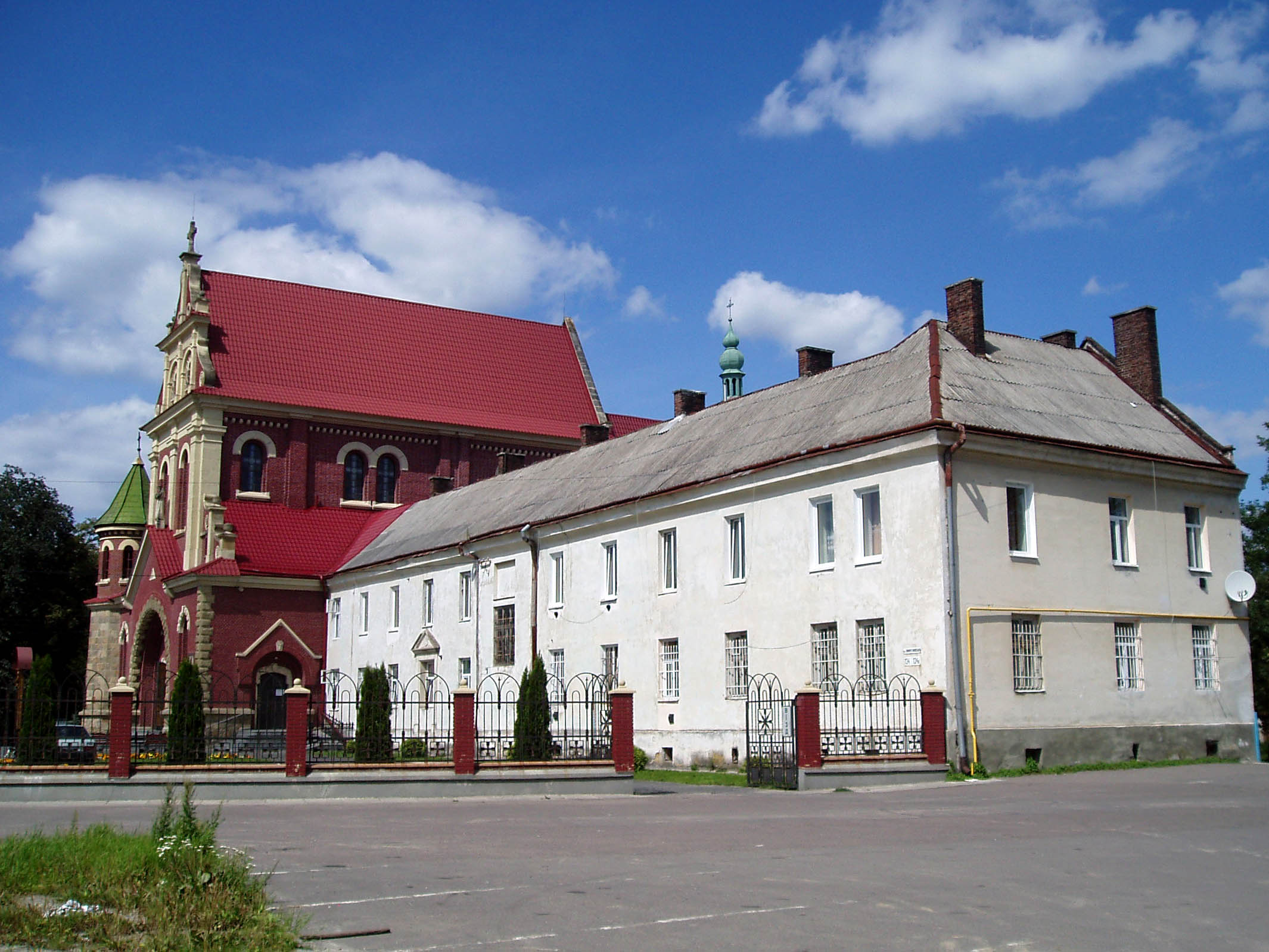
Dawny klasztor

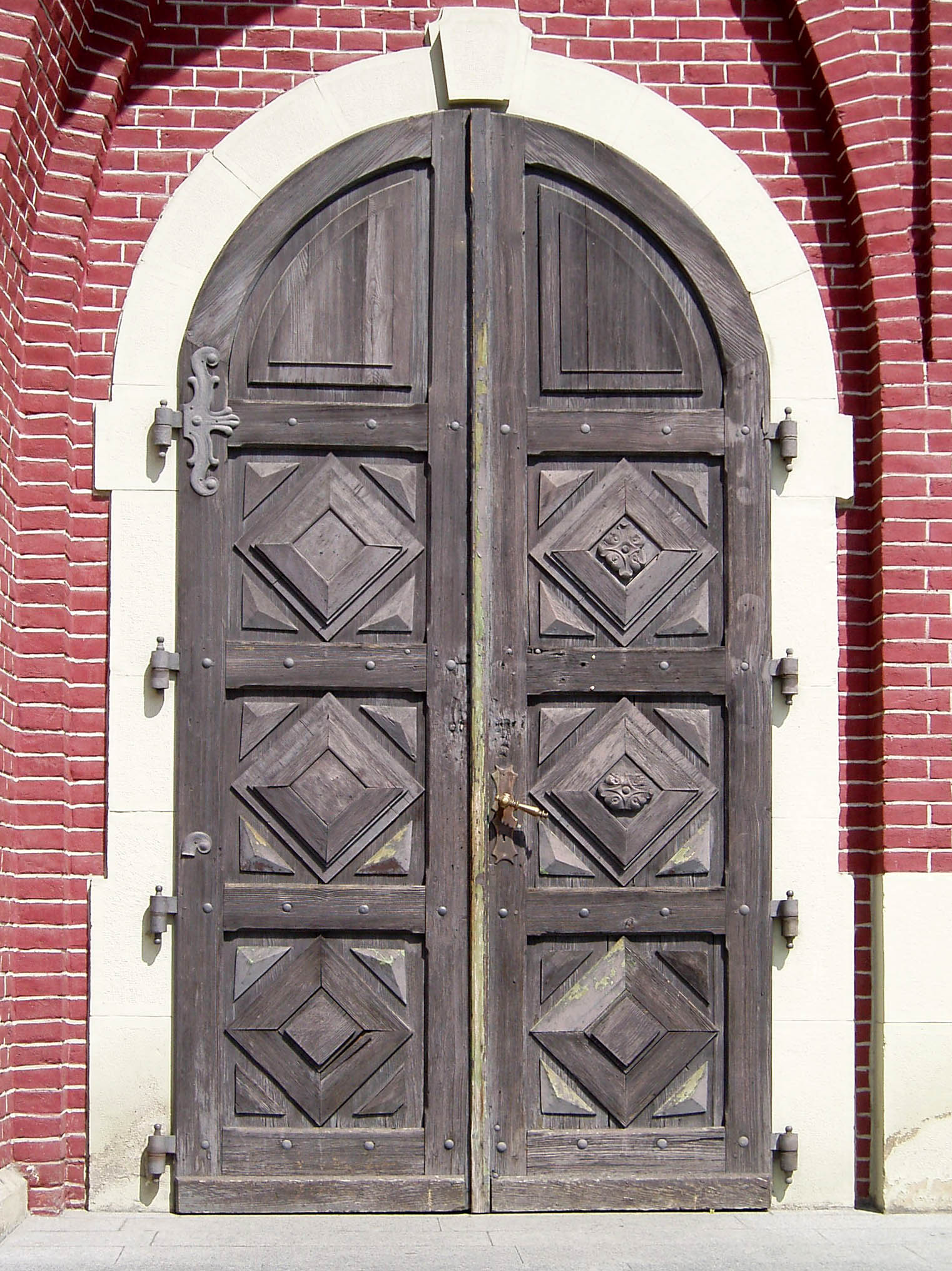
Dawne wejście główne

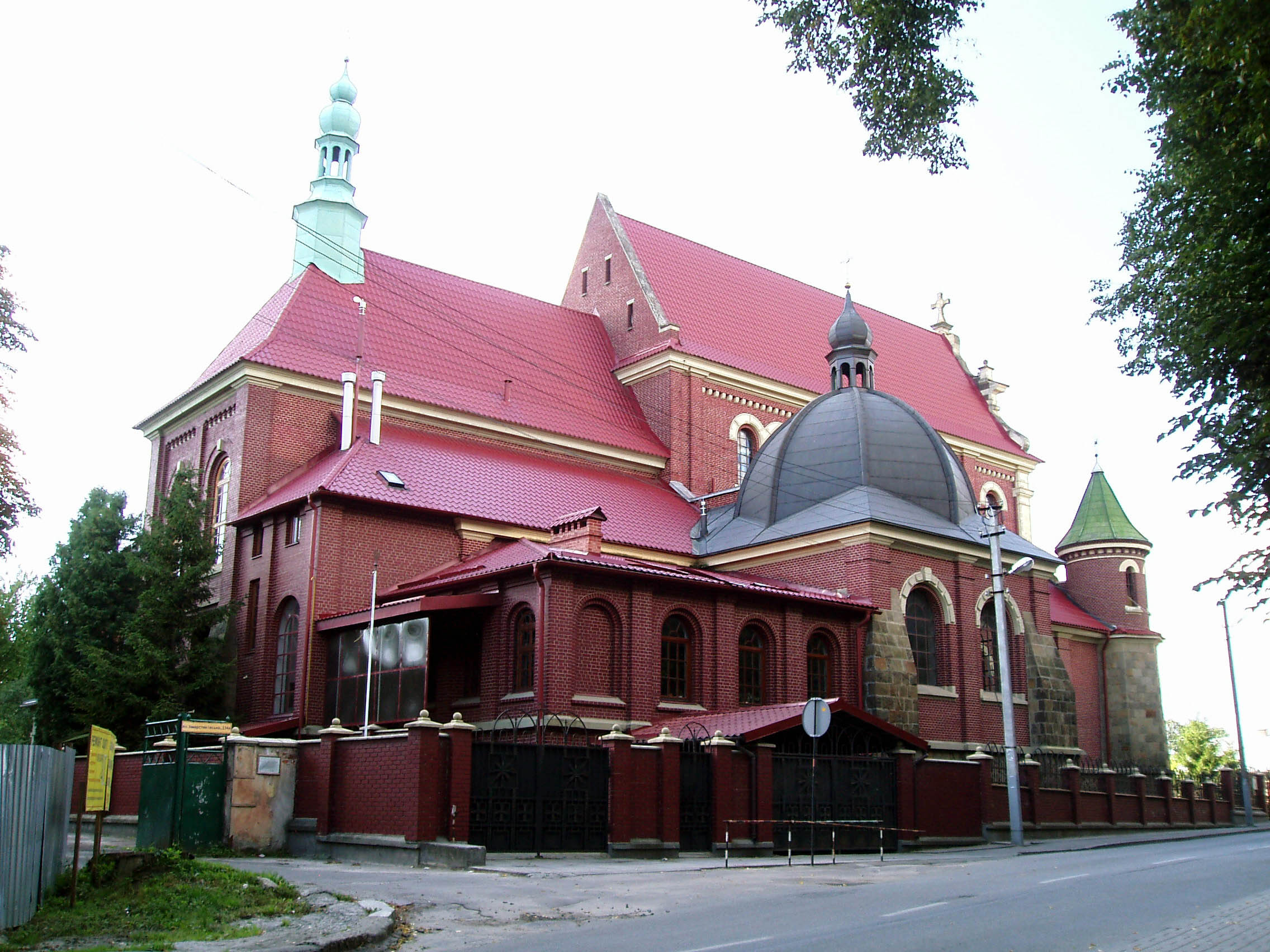
Widok od ulicy Abrahama Lincolna

Zespół klasztorny składa się z kościoła, budynku klasztornego i domu parafialnego położonych pomiędzy ulicami Zamarstynowską od południa i Abrahama Lincolna (dawniej Michała Sklepińskiego) od północy. Świątynia jest zorientowana na osi wschód-zachód, główne wejście znajduje się od zachodu, bliżej ulicy Zamarstynowskiej. Od południa przylega klasztor zbudowany z cegły, który został zbudowany w kształcie odwróconej litery U. Od północno-wschodniej strony znajduje się dom parafialny. Świątynia została zbudowana z cegły i kamienia, otynkowana jest jedynie od zewnątrz. Posiada trzy nawy i wydłużone prezbiterium, nawa główna jest znacznie wyższa od obu bocznych. Sklepienie składa się z dwóch dużych płaszczyzn, przedzielonych łukami oraz mniejszej nakrywającej chór. Od północnej strony do bocznej nawy przylega zbudowana na planie kwadratu dawna kaplica św. Antoniego. Do północno-zachodniego narożnika fasady przylega niewysoka, ośmioboczna wieża, w której znajduje się spiralna klatka schodowa prowadząca na chór. Przestrzeń kościoła jest podzielona kolumnami i filarami, które dzielą halę na nawy. Nawy boczne maja dwa razy krótsze przęsła, które podtrzymują naprzemiennie filary i pilastry.
Projektując świątynię Jan Sas-Zubrzycki stworzył również projekt ołtarza głównego, który w wyniku konfliktu z zakonnikami nie został zrealizowany. Neobarokowy, jednoczęściowy ołtarz z ciemnego drewna zaprojektował Jan Wojtowicz. Na dzwonnicy powieszono trzy dzwony, każdy innej wielkości, Aleksander (największy), Czesław (średni), Józef (najmniejszy), które odlano w pracowni ludwisarskiej Rudolfa Mateisela.

### Krytyka stylu
Autor projektu Jan Sas-Zubrzycki był pedagogiem i znawcą sztuki, zaprojektował liczne kościoły i zespoły świątynne. Wypracował własny styl zwany „zygmuntowskim”, polegał on na łączeniu cech renesansu, manieryzmu i baroku, często też wplatał elementy architektury romańskiej i gotyckiej. Kościół na Zamarstynowie należy do jednej z ostatnich zaprojektowanych przez niego budowli sakralnych. Pod koniec lat 20. XX wieku formy historyzujące były uznawane za archaiczne, stąd powszechne przekonanie, że projekt powstał w 1904. Pogląd ten irytował Sas-Zubrzyckiego, który nie zważając na krytykę forsował własny styl uznając go za jedyny autentyczny przykład polskiej architektury. Zauważalne jest, że budowany w sąsiedztwie dom parafialny powstawał zgodnie z zasadami modnego wówczas funkcjonalizmu. Domniemywa się, że architekt popadł w konflikt z zakonnikami, którzy chcieli móc ingerować w projekt. Prawdopodobnie próbowali dokonać zmian wpływając na nadzorującego budowę Kwiecińskiego, który im uległ, co spowodowało jego konflikt z Sas-Zubrzyckim. Stukiem były niejasności związane z zapłatą za projekt i brakiem zgody na realizację zaprojektowanego przez architekta ołtarza głównego.

## Współczesność
W czasach władzy radzieckiej zniszczono we wnętrzu freski, po 1990 budynek przeszedł na własność ukraińskiego kościoła greckokatolickiego i otrzymał za patrona św. Jozafata. Posługę sprawują zakonnicy redemptoryści, którzy przebudowali wnętrze do potrzeb obrządku wschodniego, zakrystię oraz dobudowali aneks użytkowy. Dawny klasztor jest obecnie budynkiem mieszkalnym, a dom parafialny został w 2011 wyremontowany i przebudowany.